# 中国洛阳电子装备试验中心
中国洛阳电子装备试验中心，又称中国人民解放军第三十三试验训练基地（中国人民解放军63880部队），位于河南省洛阳市，隶属于中国人民解放军军事航天部队。是一支以执行科研试验、工程技术任务为主的单位。

## 简介
1987年6月2日，中央军委批准常规兵器试验基地第三试验场改称常规兵器第三试验基地，归国防科工委直接领导。周列章任司令员，李建庚任政治委员。
到2016年，中国洛阳电子装备试验中心测绘导航队已组建30年，该队主要承担中国航天发射测控与装备科研实验任务中的高中精度测绘保障工作，先后完成“神舟”系列飞船发射等任务中的700多项测绘保障工作。1999年国庆节期间，该队挺进内蒙古沙漠深处执行“神舟一号”着陆场区大地测量任务。2003年4月该队执行了“神舟五号”测绘保障任务。2004年执行“神舟六号”测绘保障任务。后曾到佳木斯测控站执行“神舟七号”测量保障任务。2016年发射的“天宫二号”也是由该队执行保障任务。此外，中国500米口径球面射电望远镜（FAST）工程2012年施工前期的高程测量任务也是由该队承担。
2005年，该基地承担全军首次电子对抗部队实兵实抗训练试点任务。2009年正式组建该基地电子对抗训练大队。
2012年12月5日，电子信息系统复杂电磁环境效应国家重点实验室在中国洛阳电子装备试验中心揭牌。该国家重点实验室于2012年10月9日经中华人民共和国科技部批准立项建设。
在深化国防和军队改革中，2016年1月其上级部门中国人民解放军总装备部被撤销，该基地转隶新组建的中央军委装备发展部。随着军改进程的推进，该基地又转隶战略支援部队

## 历任领导
| 中国人民解放军第三十三试验训练基地司令员（中国洛阳电子装备试验中心主任） 第三十三试验训练基地司令员对外又称中国洛阳电子装备试验中心主任。 - 周列章 少将（1987年—？） - 王荣耀 少将（？—？） - 王国玉 大校（？—？） - 聂皞 少将（？—） | 中国人民解放军第三十三试验训练基地政治委员（中国洛阳电子装备试验中心党委书记） 1990年代起，第三十三试验训练基地政治委员通常兼任中国洛阳电子装备试验中心党委书记。 - 李建庚 少将（1987年—？） - 赵林 大校（？—？） - 邢碧波 大校（？—？） - 时峰 少将（？—2016年） - 李德喜 大校（2016年—） |